# Maria Konopnicka
Maria Stanisława Konopnicka z domu Wasiłowska, krypt. i ps. „M. K.”, „K.”, „Ko-mar”, „Jan Sawa”, „Marko”, „Jan Waręż”, „Humanus”, „Ursus”, „Mruczysław Pazurek” (ur. 23 maja 1842 w Suwałkach, zm. 8 października 1910 we Lwowie) – polska poetka i nowelistka okresu pozytywizmu, krytyczka literacka, publicystka i tłumaczka; jedna z najwybitniejszych pisarek w historii literatury polskiej.

## Życiorys

### Dzieciństwo

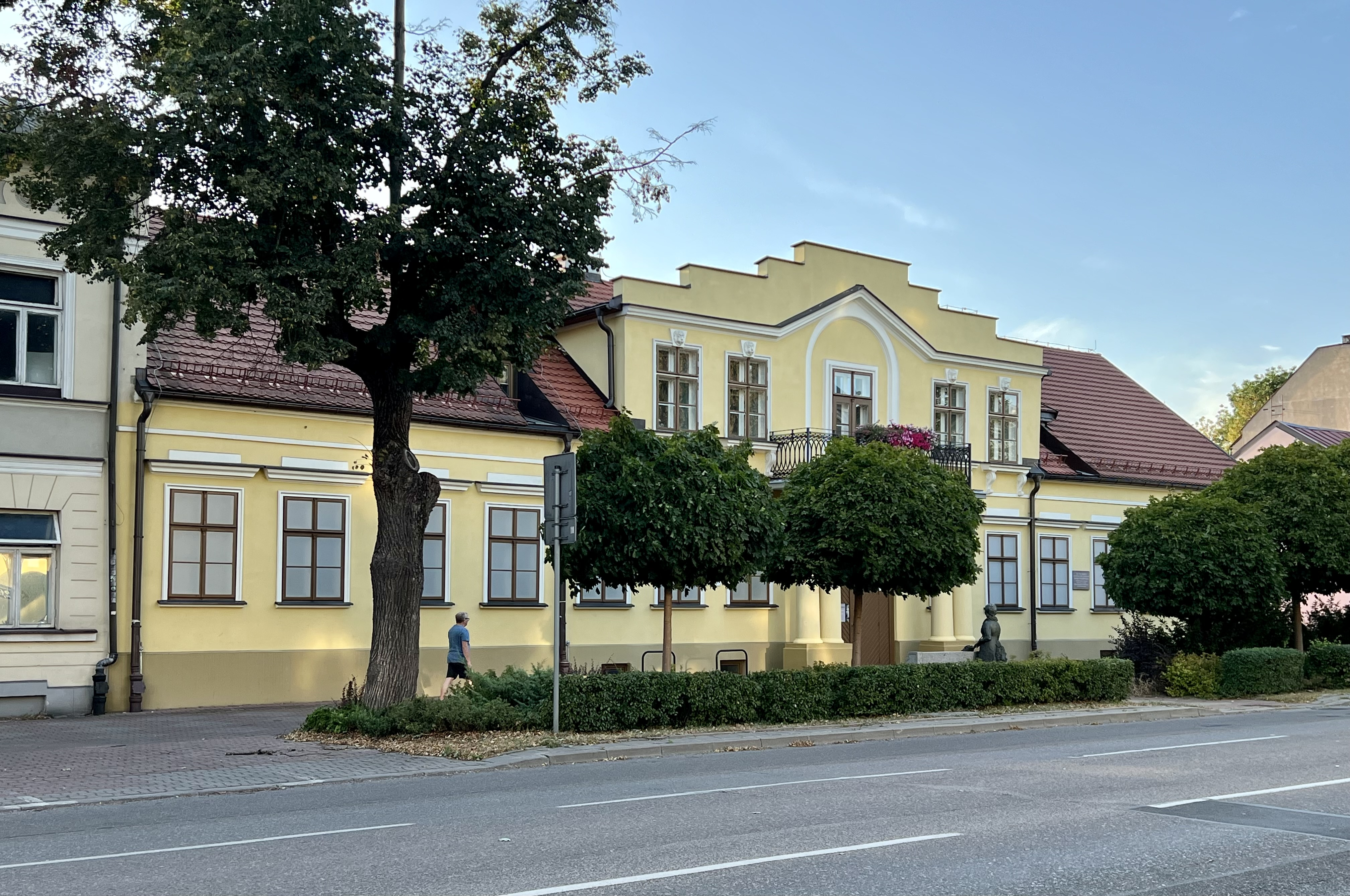
Dom narodzin Marii Konopnickiej w Suwałkach, obecnie muzeum

Maria Konopnicka była córką Józefa Wasiłowskiego h. Ślepowron (1813–1878) i Scholastyki z Turskich h. Dołęga (1820–1854). Jej rodzice w 1841 zamieszkali w Suwałkach, w domu przy dzisiejszej ul. Tadeusza Kościuszki 31 (wówczas Petersburskiej 200). W 1849, kiedy Maria miała siedem lat, Wasiłowscy przenieśli się do Kalisza i zamieszkali na Warszawskim Przedmieściu, w mieszkaniu na parterze pałacu Puchalskich (należącym pierwotnie do Józefa Grzegorza Puchalskiego, chirurga wojskowego, pułkownika wojsk Księstwa Warszawskiego) przy dzisiejszym pl. Jana Kilińskiego 4, naprzeciw fabryki Beniamina Repphana. Matka Marii zmarła w 1854 i została pochowana na Cmentarzu Miejskim w Kaliszu. Ojciec Marii był prawnikiem, obrońcą Prokuratorii Generalnej i patronem Trybunału Cywilnego w Kaliszu, znawcą i miłośnikiem literatury pięknej. Wychowywał córki w tradycji chrześcijańskiej, bez kobiecego wpływu. Atmosfera powagi, żarliwego patriotyzmu i surowych nauk moralnych miała duży wpływ na Marię. W latach 1855–1856 uczyła się z siostrą na pensji sióstr sakramentek w Warszawie i tam poznała Elizę Pawłowską (po mężu Orzeszkową). Przyjaźń ich, scementowana wspólnymi zainteresowaniami literackimi, przetrwała całe życie Marii.
Brat Marii, student politechniki w Liège Jan Wasiłowski, poległ 19 lutego 1863 w powstaniu styczniowym, w bitwie pod Krzywosądzem, w pierwszej bitwie oddziału, w którym służył. Jedna z sióstr, Celina (ur. 1850 w Kaliszu) wyszła za mąż za Włodzimierza Świrskiego, pochodzącego z kniaziowskiej rodziny herbu Lis, oficera armii rosyjskiej, ich synem był Jerzy Świrski, wiceadmirał, dowódca polskiej Marynarki Wojennej w czasie II wojny światowej.
Przez wiele lat trudno było ustalić jej datę urodzenia, gdyż artystka odmładzała się o kilka lat (od 4 do 6), w dodatku o młodszym bracie mówiła jak o starszym.

### Młodość i początki twórczości

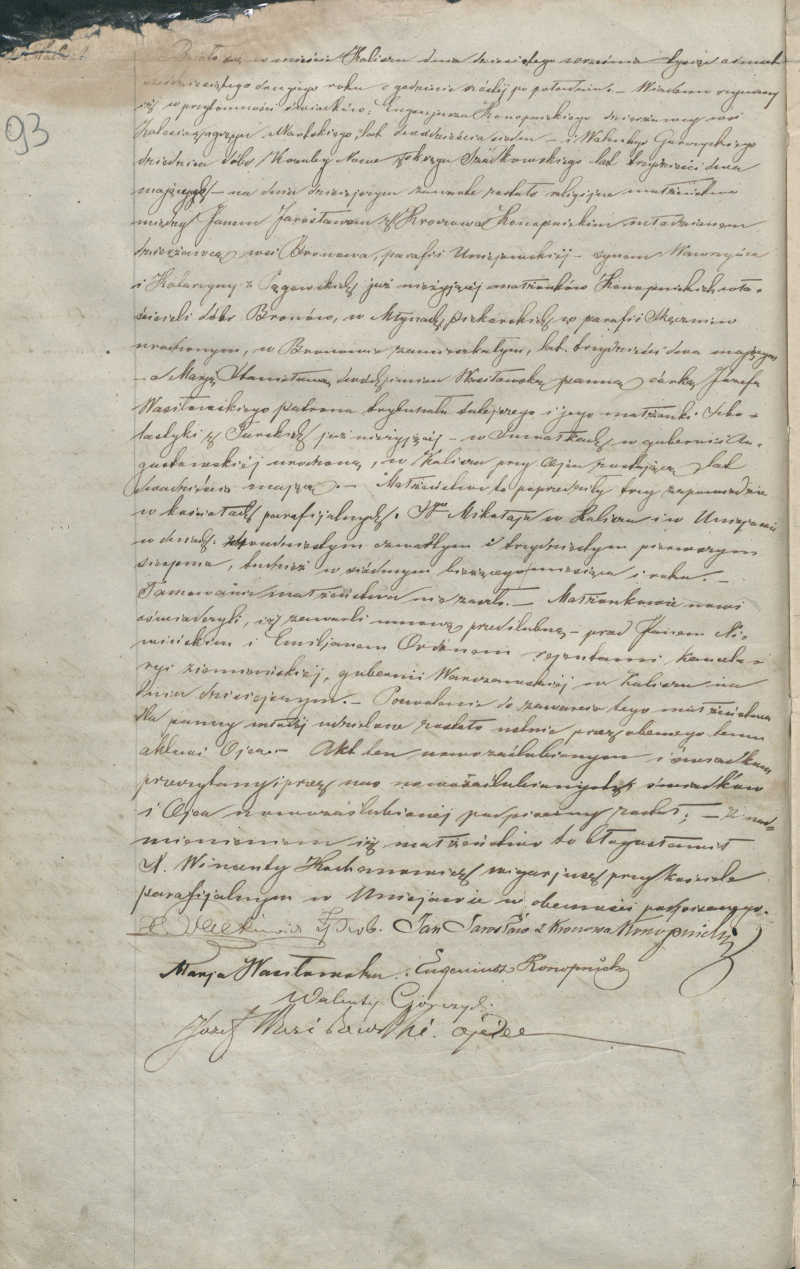
Akt ślubu Marii Konopnickiej z 1862, ze zbiorów Archiwum Państwowego w Poznaniu

10 września 1862 w kościele św. Mikołaja w Kaliszu Maria Wasiłowska poślubiła Jarosława Konopnickiego herbu Jastrzębiec (1830-1905), starszego od niej o 12 lat. Po ślubie wyjechała z Kalisza i wraz z mężem zamieszkała w Bronowie, a następnie w Gusinie w ówczesnej guberni kaliskiej (dziś województwo łódzkie). Konopnicki zarządzał kluczem dóbr rodzinnych, w skład których wchodziły wsie: Konopnica, Bronówek i Bronów. Majątek ten był pokaźny, ale zaniedbany.
Konopniccy pod koniec 1863 i na początku 1864 spędzili czas w Wiedniu i Dreźnie. Maria Szypowska – autorka biografii Konopnickiej pisała na ten temat następująco: „Musiał jednak Jarosław brać jakiś udział w powstaniu, jeśli z żoną i malutkim synkiem wyjechał za granicę, do Wiednia i do Drezna. Pierwszy opublikował wiadomość o tym Naimski – przyczyny wyjazdu nie podał wprost, ale była ona oczywista dla czytelników prasy wychodzącej pod carską cenzurą: >>Tak mieszkali i żyli w Bronowie pp. Jarosławostwo Konopniccy prawie od ślubu swego [...] z przerwą w latach 1863 i 1864, kiedy oboje pp. Konopniccy bawili z synem najstarszym w Niemczech<<”.
W czasie ośmiu lat małżeństwa Maria urodziła ośmioro dzieci. Byli to: Tadeusz (ur. 1 czerwca 1863), bliźnięta Stefan i Władysław (ur. około 1864), Stanisław (ur. 16 stycznia 1865), Zofia (ur. 27 stycznia 1866), Helena Janina (ur. 1 marca 1867), Jan (ur. 23 marca 1868), Laura (ur. 8 lipca 1870).
Konopnicka nie mogła – jak napisała później w jednym ze swych autobiograficznych wierszy – znieść ograniczeń, jakie narzucał jej mąż. Nie chciała być na jego utrzymaniu i nie odpowiadała jej rola gospodyni domowej. Jarosławowi nie podobały się literackie zainteresowania żony, która zadebiutowała i zaczęła pisać właśnie w czasie ich małżeństwa. W 1872 sprzedano majątek w Bronowie i rodzina Konopnickich przeniosła się do dzierżawionego Gusina. Stąd w 1875 r. Konopnicka odbyła podróż do Szczawnicy, by leczyć chore gardło. Tu też później Konopnicka napisała poemat W górach, który przychylnie zrecenzował Henryk Sienkiewicz, dzięki czemu poetka uwierzyła w swój talent i postanowiła sama zadbać o dzieci i siebie. W 1876 rozstała się z mężem i podjęła decyzję o opuszczeniu Gusina, w 1877 przeniosła się z dziećmi do Warszawy, gdzie mieszkała do 1890. Wyjazd z dziećmi do Warszawy utrwaliła w wierszu Przed odlotem. Mimo rozstania Konopnicka nie zerwała kontaktów z Jarosławem; wysłała mu pieniądze na podróż do Krakowa na jubileusz swej twórczości. Mąż później zbankrutował, zmarł w 1905 w Ciechanowie.
Komentarzem do trudnej sytuacji materialnej, w jakiej znalazł się mąż Konopnickiej, może być następujący fragment z opracowania Marii Szypowskiej pt.: Konopnicka jakiej nie znamy: >>Pani Jadwiga Kokeli, córka Honoriusza Konopnickiego, brata Jarosława, mówiła mi - przekazuje H. Sutarzewicz - że stryj jej był <<wielkim chłopomanem>>  i jego trudności finansowe wynikały w dużej mierze stąd, że wykupywał chłopów od służby w rosyjskim wojsku, płacąc za to po 400 rubli od głowy". Oczywiście  "400 rubli" jest błędem drukarskim lub pomyłką wynikłą z nieznajomości ówczesnego wysokiego kursu rubla. Ale sama informacja o wykupywaniu chłopów z wojska znajduje potwierdzenie w liście Konopnickiej do męża z 20 stycznia 1890, w którym mu wyrzuca brak starań o uwolnienie Jana i Stanisława od pójścia "w rekruty": "Staraj się ułatwić synom to trudne przejście choć w setnej części tak gorliwie, jak niegdyś ułatwiałeś je pierwszemu lepszemu parobkowi"<<.

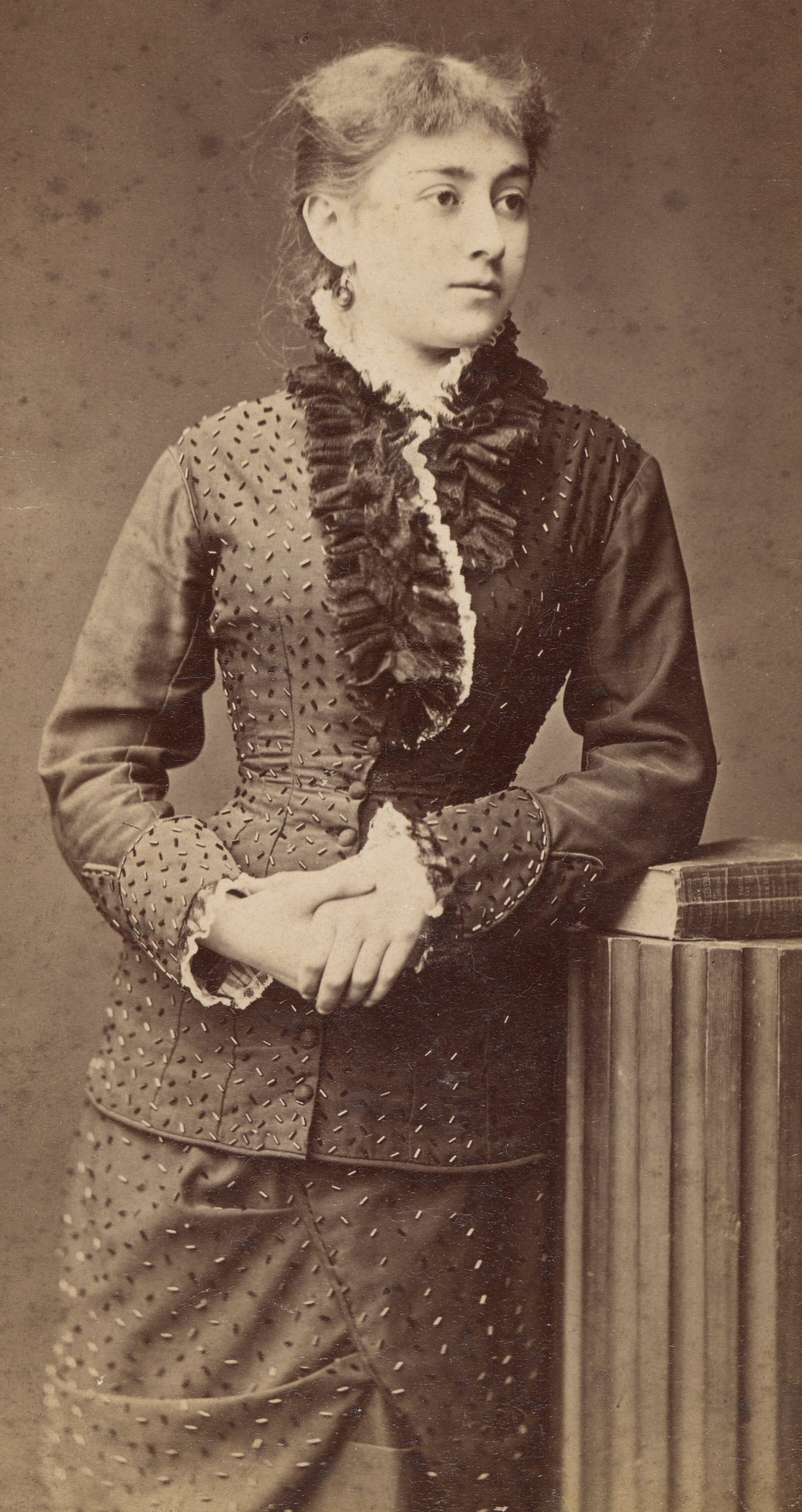
Maria Konopnicka około 1875

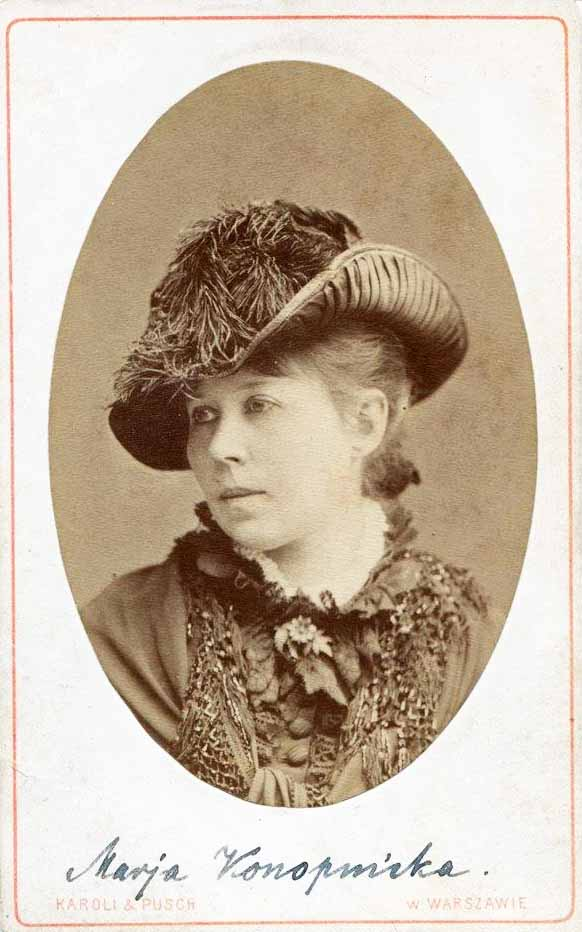
Maria Konopnicka, fotografia portretowa z lat 80. XIX w.

Poetka zaczęła pracę w stolicy, udzielając korepetycji. W 1878 nagle zmarł jej ojciec. W tym też roku zaczęła uczestniczyć w konspiracyjnych i jawnych akcjach społecznych. W 1882 odbyła podróż do Austrii i Włoch, w 1883 r. wybrała się w dłuższą podróż do ówczesnego Karlsbadu w Czechach. Tam poznała Jaroslava Vrchlickiego, z którym nawiązała korespondencję.
Dzieliła swoje dzieci na trójkę „złą” i „dobrą”, w pewnym momencie postanowiła się od nich uniezależnić. Gdy najmłodsza córka została posłana do szkoły, Konopnicka wyjechała ze stolicy; od tego czasu dzieci odwiedzała, wspomagała finansowo i korespondowała z nimi, ale czas wykorzystywała na swój rozwój, spędzała go między innymi w Wenecji, Zakopanem, Monachium czy Krakowie.
W 1889 i 1890 roku głośna była sprawa córki Heleny, oskarżonej o wiele kradzieży, która wsławiła się także sfingowaniem własnego samobójstwa czy próbą targnięcia się na życie matki. Poetka wykreśliła Helenę ze swojego serca, nazywała ją „wyrodkiem” i „okropną istotą”. Gdy ta druga została uznana za niepoczytalną i przebywała w kolejnych zakładach zamkniętych, matka nie interesowała się ani jej losem, ani nieślubnego wnuka, którego urodziła jej córka, w listach odnotowywała jedynie pieniądze, które wysyłała na utrzymanie. Helena zmarła 25 stycznia 1904 w Drewnicy, a jej syn, Jerzy Wacław Konopnicki, urodzony w Warszawie 21 czerwca 1889, zmarł oddany na wychowanie zatrudnionej mamki w Lewiczynie koło Grójca 4 lutego 1892.
W 1890 roku Maria Konopnicka emigruje z Warszawy poza granice Królestwa. Emigracja ta trwała już praktycznie do końca jej życia. Wprawdzie pisarka przyjeżdżała wielokrotnie do kraju, najczęściej z konieczności zajęcia się sprawami rodzinnymi lub z potrzeby przedłużenia paszportu, czasem - by wziąć udział w uroczystościach publicznych lub załatwić sprawy wydawnicze. Raziła ją jednak atmosfera panująca w Królestwie, a i będąc w Krakowie skarżyła się, że „mało kto tu (w Krakowie) Polskę widzi i czuje”.
Przyczyn wybrania tułaczego życia było wiele. Przypuszcza się, że Konopnicka chciała uciec od niekończących się kłopotów z sześciorgiem dorosłych już dzieci. Główną przyczyną opuszczenia kraju była zapewne choroba psychiczna córki Heleny, będąca dla matki wielkim obciążeniem: skandale, które ona wywoływała, uniemożliwiały pisarce skupienie się na twórczości oraz ogromnie komplikowały życie towarzyskie. Żal mi wielki matki, która z powodu tej córki uciekła wprost z Warszawy - pisał do Elizy Orzeszkowej Leopold Méyet, przyjaciel obu pisarek. Jednocześnie jest wielce prawdopodobne, że nie były to jedyne przyczyny wyjazdu. Irena Szypowska pisała bowiem: Byłabym skłonna przypuszczać, że goniło ją être d’ailleurs - niepohamowana dążność bycia gdzie indziej. Tułacze życie, nieustanna wędrówka, ubóstwo - tak, ale i zetknięcie się z inną cywilizacją, kulturą, pejzażem - to ją ekscytowało. Największą radość czerpała z obcowania z przyrodą i poznawania dzieł sztuki. Musiała to mieć, aby żyć i tworzyć.
Konopnicka przebywała czasem w Galicji, ale większość czasu spędzała na podróżach, mieszkając to krócej to dłużej w Austrii, we Włoszech, w Saksonii, Bawarii, Szwajcarii, Francji i Belgii. Tadeusz Czapczyński w „Tułaczych latach Marii Konopnickiej” podał wykaz 63 miejscowości, w których przebywała pisarka w latach 1890-1910. Rzym opuszczała Konopnicka przytłoczona niezmiernym bogactwem i przepychem Kościoła. Jej wiersz pt. „Po odwiedzeniu kościoła jubileuszowego w Rzymie”, sygnowany, jak inne utwory polityczne, pseudonimem Jan Sawa, rozpętał wkrótce burzliwą dyskusję i utrwalił opinię o autorce jako o „wieszczce poganizmu”. Tymczasem (...) głęboko religijna Konopnicka odrzucała [jedynie] Kościół hierarchiczny, dogmaty katolickie i kult.
Wiele z tych podróży pisarka odbywała z 16 lat młodszą Marią Dulębianką – malarką, publicystką, emancypantką. Lena Magnone datuje, że pierwsze spotkanie z Marią Dulębianką miało miejsce najpóźniej w 1886; w 1889 Dulębianka została pierwszy raz wymieniona w liście. 
Ludwik Krzywicki nazywał Marię Konopnicką z tamtego okresu „niewiastą mocno kochliwą”, a jej nazwisko łączono z wieloma mężczyznami, m.in. młodszym o 17 lat dziennikarzem Janem Gadomskim. Nie ma żadnej pewności, że dla któregoś z nich miała cieplejsze uczucia. W 1897 r. jeden z adoratorów, filozof i historyk Maksymilian Gumplowicz, potraktował odrzucenie wyjątkowo poważnie i strzelił do siebie przed pokojem hotelowym w Grazu, gdzie mieszkała Konopnicka z Marią Dulębianką. Ostatecznie próba samobójcza była nieudana, jednak dochodzący do zdrowia w szpitalu Gumplowicz zmarł nagle 28 listopada na udar mózgu. Nie ma żadnych informacji, czy Konopnicka przeżyła szczególnie tę śmierć. 

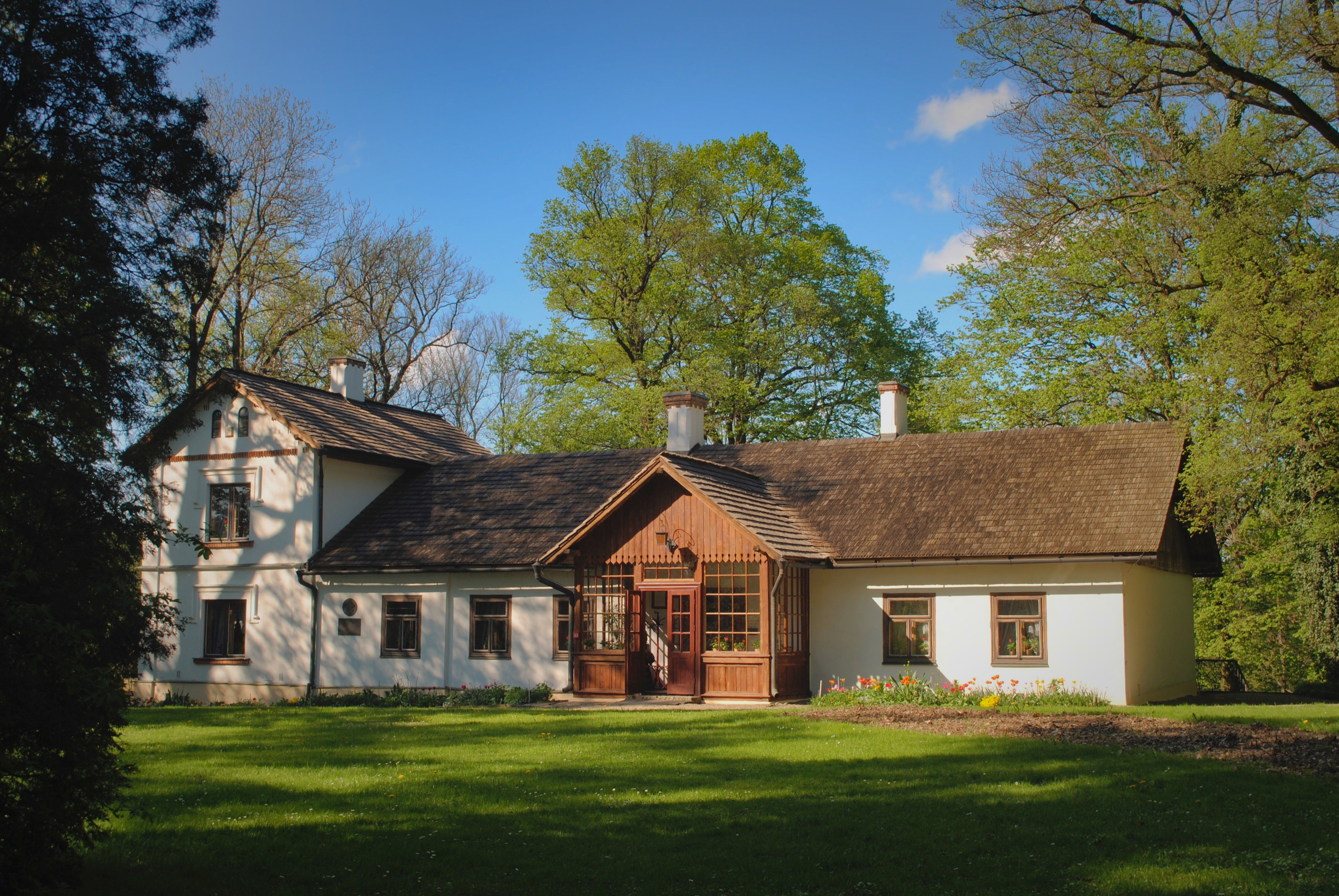
Dwór w Żarnowcu, prezent od narodu dla Marii Konopnickiej

Na 25-lecie pracy pisarskiej (1903) Konopnicka otrzymała w darze narodowym dworek w Żarnowcu koło Krosna na Pogórzu Karpackim. 8 września 1903 Dulębianka wprowadziła się razem z Konopnicką do dworku w Żarnowcu, gdzie miała swoją pracownię. Razem odbywały stąd kolejne podróże do miejsc, których klimat służył zdrowiu Konopnickiej. Dulębianka została wprowadzona do kręgu rodzinnego, brała udział w zjeździe Konopnickich i uroczystym jubileuszu poetki.

### Życie literackie
Maria Konopnicka debiutowała w 1870 w Kaliszu wierszem W zimowy poranek (podpisanym Maria z W.K.) w dzienniku „Kaliszanin”; utwór został dobrze przyjęty. Kaliszowi poświęciła trzy utwory poetyckie: dwa zatytułowane Kaliszowi (1888, 1907) i Memu miastu (1897).

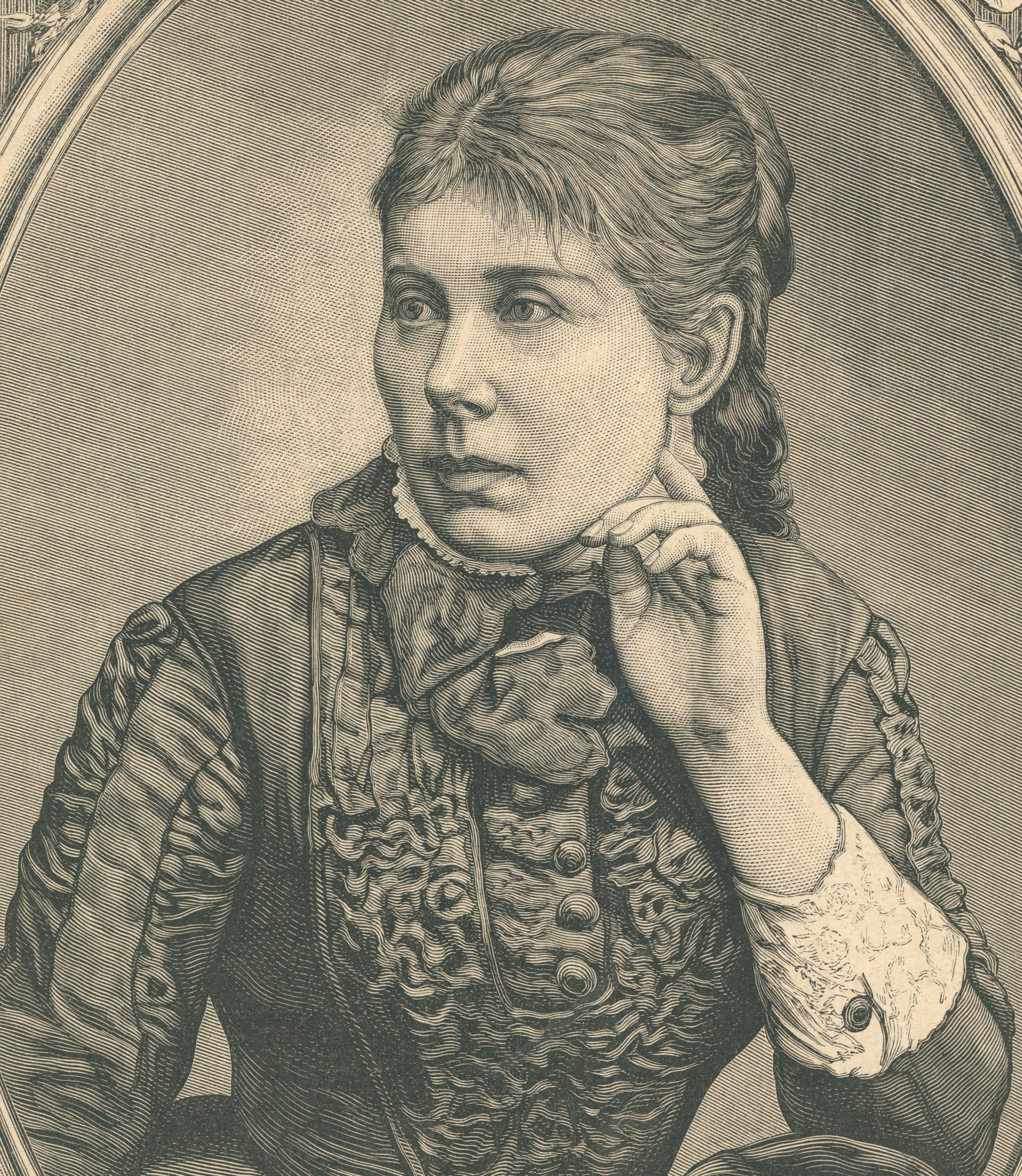
Portret Marii Konopnickiej, drzeworyt Aleksandra Regulskiego według rysunku Józefa Buchbindera (1883)

Cykl lirycznych wierszy W górach zamieścił rok później „Tygodnik Ilustrowany”. Bardzo szybko jej twórczość poetycka przepełniona patriotyzmem i szczerym liryzmem, stylizowana „na swojską nutę” zdobyła powszechne uznanie. Pierwszy tomik Poezji wydała w 1881, następne ukazały się w latach 1883, 1887, 1896.
W latach 1884–1886 redagowała pismo dla kobiet „Świt”; próbując zradykalizować jego program, wywołała sprzeciw zachowawczej opinii i cenzury. Współpracowała z tygodnikiem dla kobiet „Bluszcz”. Otrzymała tytuł członka honorowego Towarzystwa Szkoły Ludowej.
Nowele pisała od początku lat osiemdziesiątych XIX wieku aż do śmierci. Zaczęło się od dziennikarskich doświadczeń Konopnickiej, w czasie redagowania przez nią „Świtu”. Początkowo czerpała inspiracje z doświadczeń Prusa, Orzeszkowej, a następnie rozwinęła własne pomysły w dziedzinie małych form. Nowela Dym opublikowana została w 1893.
Maria Konopnicka zajmowała się także krytyką literacką, którą uprawiała od 1881, początkowo na łamach „Kłosów”, „Świtu”, „Gazety Polskiej”, „Kuriera Warszawskiego”, następnie w wielu innych pismach. Do 1890 przeważały artykuły recenzyjne o tekstach współczesnych autorów polskich i zagranicznych. Konopnicka jest znana z części swojego dorobku obejmującego prozę i tworzonego dla dzieci. Utwory Konopnickiej dla dzieci ogłaszane od 1884, eliminujące natrętny dydaktyzm, rozbudzające wrażliwość odbiorców były nowością w tej dziedzinie pisarstwa.
Już będąc znaną pisarką, Konopnicka wróciła do wspomnień z lat dzieciństwa spędzonych w Suwałkach. Poświęciła im dwa utwory: Z cmentarzy i Anusia. Około 1890 pojawiły się w poezji Konopnickiej nowe zainteresowania tematyczne, zwłaszcza dziełami kultury europejskiej (co ewidentnie wiązało się z podjęciem licznych podróży po Europie) i nowe sposoby nawiązań do tradycji.
W 1908 w czasopiśmie „Gwiazdka Cieszyńska” (nr 90 z 7 listopada) Konopnicka opublikowała Rotę, wiersz, który stanowił punkt kulminacyjny publicystycznej kampanii poetki przeciwko polityce germanizacyjnej w zaborze pruskim. W połowie listopada utwór został przedrukowany w krakowskim miesięczniku „Przodownica”.
Utwory Konopnickiej zawierają protest przeciwko niesprawiedliwości społecznej i ustrojowi niosącemu ucisk i krzywdę. Nacechowane są patriotyzmem, liryzmem i sentymentalizmem.
Konopnicka współpracowała z wydawnictwami, prasą krajową, organizacjami społecznymi trzech zaborów, a także uczestniczyła w międzynarodowym proteście przeciwko prześladowaniu dzieci polskich we Wrześni (1901–1902). Brała udział w walce o prawa kobiet, akcji potępiającej represje władz pruskich, w pomocy na rzecz więźniów politycznych i kryminalnych.
Z powodu swojej twórczości atakowana przez kler i środowiska klerykalne. Biskup Karol Niedziałkowski określił ją nawet mianem poganki. Dowodem rzeczowym zarzutu bluźnierstwa poetki wobec Boga stał się dwuwiersz:
Lecz krzyż czarny
Stał nieruchomy i ciemny na stole
Jak milczące wobec łez ołtarze.
Marię Konopnicką zaatakowała także redakcja konserwatywnego tygodnika „Rola”, zupełnie nieświadomie przyczyniając się do wzrostu popularności autorki, przez co w Krakowie i we Lwowie przyjmowana była bardzo uroczyście.
W czasie okupacji niemieckiej całość jej twórczości trafiła na niemieckie listy proskrypcyjne traktowana za szkodliwą i niepożądaną z przeznaczeniem do zniszczenia.

### Śmierć

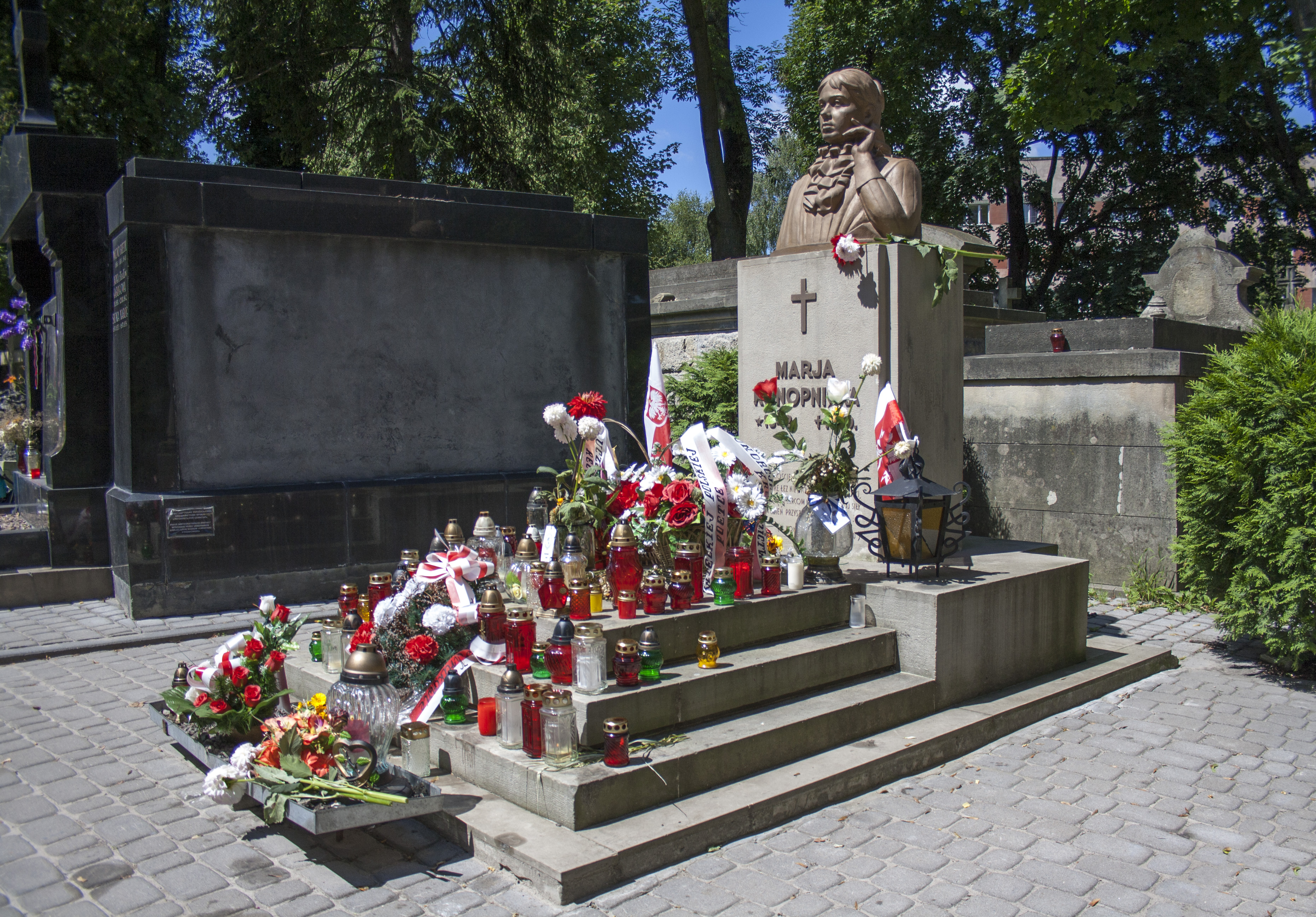
Grób Marii Konopnickiej na cmentarzu Łyczakowskim we Lwowie

Rok przed śmiercią schorowana Konopnicka polecała pamięci dzieci swą przyjaciółkę, nazywając ją swoją opatrznością.
Maria Konopnicka zmarła na zapalenie płuc 8 października 1910 w sanatorium „Kisielki” we Lwowie. Została pochowana 11 października 1910 na cmentarzu Łyczakowskim we Lwowie, w Panteonie Wielkich Lwowian (II rondo, 5 aleja). Pogrzeb, zorganizowany przez Marię Dulębiankę, stał się wielką manifestacją patriotyczną, w której udział wzięło blisko 50 000 osób. Z powodu wydanego zakazu przez arcybiskupa Józefa Bilczewskiego ceremonia pogrzebowa odbyła się bez udziału duchowieństwa i bez planowanej mowy biskupa Władysława Bandurskiego. Popiersie nagrobne wykonała Luna Drexlerówna, na cokole wyryto fragment wiersza Konopnickiej Na cmentarzu:

...Proście wy Boga o takie mogiły,
Które łez nie chcą, ni skarg, ni żałości,
Lecz dają sercom moc czynu, zdrój siły
Na dzień przyszłości...
Zniszczone podczas II wojny światowej popiersie Konopnickiej zostało odtworzone w okresie powojennym przez ukraińskiego rzeźbiarza Wołodymyra Skołozdrę.

## Poglądy
Mimo wiary w Boga i częstego się na niego powoływania, Konopnicka była jednocześnie przeciwniczką instytucji Kościoła katolickiego, nie miała także najlepszego zdania o papieżu Leonie XIII. W liście do córki napisała: O, zgnilizna sama te klechy! (12 lutego 1897). Drażniła ją także religijność na pokaz.

## Odbiór
Adam Grzymała-Siedlecki uznał ją za „geniusza komunikatywności”. Stefan Żeromski opisał w Dziennikach poetkę jako wieszcza jego pokolenia.
Na początku swojej drogi była twórczynią kontrowersyjną, atakowaną przede wszystkim ze strony środowisk katolicko-narodowych. Wydanie Z przeszłości (1881) zostało ocenione w „Przeglądzie Katolickim”: „Myśl jej jest bezbożna i bluźniercza. Na kruchej podstawie kilku faktów, odpowiednio przeinaczonych w rymach swoich, rzuciła w twarz Kościołowi raz jeszcze nędzną zniewagę, jaką tylokrotnie już rzucali nań jego wrogowie. Nowością w tej zniewadze jest nie myśl sama, lecz nowa tylko złość”. Dokonania Konopnickiej, w roli redaktorki naczelnej kobiecego pisma „Świt” katolicka „Rola” oceniała w 1902 roku: „W «Świcie» uprawiał się postępowy, czyli pogański liberalizm, z przymieszką żydowszczyzny”.
Zdaniem Krzysztofa Tomasika, Maria Konopnicka należy do grona najbardziej znanych, a jednocześnie najbardziej ośmieszonych polskich pisarek, a jej twórczość stała się synonimem narodowej grafomanii. Na dowód swoich słów przytacza: dyskusję rozpętaną przez Kingę Dunin tekstem Literatura polska czy literatura w Polsce?, w której Konopnicką przywoływano jako przykład złego pisarstwa, które ciągle jest zmorą dzieci w szkole; stwierdzenie Grażyny Borkowskiej z leksykonu Pisarki polskie określające pisarkę: „Dziś uchodzi za poetkę drugorzędną” czy Antoniego Pawlaka, który uznał w „Newsweeku” Rotę za pieśń grafomańską.

## Wywód genealogiczny Marii Konopnickiej[48]
|  |                                                      |  |  |  |  |  |  |  |  | Wawrzyniec Wasiłowski (1756-1806) |  |  |  |  |  |  |
|  |                                                      |  |  |  |  |  |  |  |  |                                   |  |  |  |  |  |  |
|  |                                                      |  |  |  |  |  |  |  |  |                                   |  |  |  |  |  |  |
|  |                                                      |  |  |  |  |  |  |  |  |                                   |  |  |  |  |  |  |
|  |                                                      |  |  |  |  |  |  |  |  |                                   |  |  |  |  |  |  |
|  |                                                      |  |  |  |  |  |  |  |  |                                   |  |  |  |  |  |  |
|  |                                                      |  |  |  |  |  |  |  |  |                                   |  |  |  |  |  |  |
|  |                                                      |  |  |  |  |  |  |  |  |                                   |  |  |  |  |  |  |
|  | Stanisław Wasiłowski                                 |  |  |  |  |  |  |  |  |                                   |  |  |  |  |  |  |
|  |                                                      |  |  |  |  |  |  |  |  |                                   |  |  |  |  |  |  |
|  |                                                      |  |  |  |  |  |  |  |  |                                   |  |  |  |  |  |  |
|  |                                                      |  |  |  |  |  |  |  |  |                                   |  |  |  |  |  |  |
|  |                                                      |  |  |  |  |  |  |  |  |                                   |  |  |  |  |  |  |
|  |                                                      |  |  |  |  |  |  |  |  |                                   |  |  |  |  |  |  |
|  |                                                      |  |  |  |  |  |  |  |  |                                   |  |  |  |  |  |  |
|  |                                                      |  |  |  |  |  |  |  |  |                                   |  |  |  |  |  |  |
|  | Regina Dziewnowska                                   |  |  |  |  |  |  |  |  |                                   |  |  |  |  |  |  |
|  |                                                      |  |  |  |  |  |  |  |  |                                   |  |  |  |  |  |  |
|  |                                                      |  |  |  |  |  |  |  |  |                                   |  |  |  |  |  |  |
|  |                                                      |  |  |  |  |  |  |  |  |                                   |  |  |  |  |  |  |
|  |                                                      |  |  |  |  |  |  |  |  |                                   |  |  |  |  |  |  |
|  |                                                      |  |  |  |  |  |  |  |  |                                   |  |  |  |  |  |  |
|  |                                                      |  |  |  |  |  |  |  |  |                                   |  |  |  |  |  |  |
|  |                                                      |  |  |  |  |  |  |  |  |                                   |  |  |  |  |  |  |
|  | Józef Ludwik Wasiłowski (1813-1878)                  |  |  |  |  |  |  |  |  |                                   |  |  |  |  |  |  |
|  |                                                      |  |  |  |  |  |  |  |  |                                   |  |  |  |  |  |  |
|  |                                                      |  |  |  |  |  |  |  |  |                                   |  |  |  |  |  |  |
|  |                                                      |  |  |  |  |  |  |  |  |                                   |  |  |  |  |  |  |
|  |                                                      |  |  |  |  |  |  |  |  |                                   |  |  |  |  |  |  |
|  |                                                      |  |  |  |  |  |  |  |  |                                   |  |  |  |  |  |  |
|  |                                                      |  |  |  |  |  |  |  |  |                                   |  |  |  |  |  |  |
|  |                                                      |  |  |  |  |  |  |  |  |                                   |  |  |  |  |  |  |
|  | Maciej Paczuski                                      |  |  |  |  |  |  |  |  |                                   |  |  |  |  |  |  |
|  |                                                      |  |  |  |  |  |  |  |  |                                   |  |  |  |  |  |  |
|  |                                                      |  |  |  |  |  |  |  |  |                                   |  |  |  |  |  |  |
|  |                                                      |  |  |  |  |  |  |  |  |                                   |  |  |  |  |  |  |
|  |                                                      |  |  |  |  |  |  |  |  |                                   |  |  |  |  |  |  |
|  |                                                      |  |  |  |  |  |  |  |  |                                   |  |  |  |  |  |  |
|  |                                                      |  |  |  |  |  |  |  |  |                                   |  |  |  |  |  |  |
|  |                                                      |  |  |  |  |  |  |  |  |                                   |  |  |  |  |  |  |
|  | Rozalia Paczuska (1790-1879)                         |  |  |  |  |  |  |  |  |                                   |  |  |  |  |  |  |
|  |                                                      |  |  |  |  |  |  |  |  |                                   |  |  |  |  |  |  |
|  |                                                      |  |  |  |  |  |  |  |  |                                   |  |  |  |  |  |  |
|  |                                                      |  |  |  |  |  |  |  |  |                                   |  |  |  |  |  |  |
|  |                                                      |  |  |  |  |  |  |  |  |                                   |  |  |  |  |  |  |
|  |                                                      |  |  |  |  |  |  |  |  |                                   |  |  |  |  |  |  |
|  |                                                      |  |  |  |  |  |  |  |  |                                   |  |  |  |  |  |  |
|  |                                                      |  |  |  |  |  |  |  |  |                                   |  |  |  |  |  |  |
|  | Wiktoria                                             |  |  |  |  |  |  |  |  |                                   |  |  |  |  |  |  |
|  |                                                      |  |  |  |  |  |  |  |  |                                   |  |  |  |  |  |  |
|  |                                                      |  |  |  |  |  |  |  |  |                                   |  |  |  |  |  |  |
|  |                                                      |  |  |  |  |  |  |  |  |                                   |  |  |  |  |  |  |
|  |                                                      |  |  |  |  |  |  |  |  |                                   |  |  |  |  |  |  |
|  |                                                      |  |  |  |  |  |  |  |  |                                   |  |  |  |  |  |  |
|  |                                                      |  |  |  |  |  |  |  |  |                                   |  |  |  |  |  |  |
|  |                                                      |  |  |  |  |  |  |  |  |                                   |  |  |  |  |  |  |
|  | Maria Stanisława Wasiłowska (Konopnicka) (1842–1910) |  |  |  |  |  |  |  |  |                                   |  |  |  |  |  |  |
|  |                                                      |  |  |  |  |  |  |  |  |                                   |  |  |  |  |  |  |
|  |                                                      |  |  |  |  |  |  |  |  |                                   |  |  |  |  |  |  |
|  |                                                      |  |  |  |  |  |  |  |  |                                   |  |  |  |  |  |  |
|  |                                                      |  |  |  |  |  |  |  |  |                                   |  |  |  |  |  |  |
|  |                                                      |  |  |  |  |  |  |  |  |                                   |  |  |  |  |  |  |
|  |                                                      |  |  |  |  |  |  |  |  |                                   |  |  |  |  |  |  |
|  |                                                      |  |  |  |  |  |  |  |  |                                   |  |  |  |  |  |  |
|  |                                                      |  |  |  |  |  |  |  |  |                                   |  |  |  |  |  |  |
|  |                                                      |  |  |  |  |  |  |  |  |                                   |  |  |  |  |  |  |
|  |                                                      |  |  |  |  |  |  |  |  |                                   |  |  |  |  |  |  |
|  |                                                      |  |  |  |  |  |  |  |  |                                   |  |  |  |  |  |  |
|  |                                                      |  |  |  |  |  |  |  |  |                                   |  |  |  |  |  |  |
|  |                                                      |  |  |  |  |  |  |  |  |                                   |  |  |  |  |  |  |
|  |                                                      |  |  |  |  |  |  |  |  |                                   |  |  |  |  |  |  |
|  |                                                      |  |  |  |  |  |  |  |  |                                   |  |  |  |  |  |  |
|  | Bartłomiej Turski (1777–1842)                        |  |  |  |  |  |  |  |  |                                   |  |  |  |  |  |  |
|  |                                                      |  |  |  |  |  |  |  |  |                                   |  |  |  |  |  |  |
|  |                                                      |  |  |  |  |  |  |  |  |                                   |  |  |  |  |  |  |
|  |                                                      |  |  |  |  |  |  |  |  |                                   |  |  |  |  |  |  |
|  |                                                      |  |  |  |  |  |  |  |  |                                   |  |  |  |  |  |  |
|  |                                                      |  |  |  |  |  |  |  |  |                                   |  |  |  |  |  |  |
|  |                                                      |  |  |  |  |  |  |  |  |                                   |  |  |  |  |  |  |
|  |                                                      |  |  |  |  |  |  |  |  |                                   |  |  |  |  |  |  |
|  |                                                      |  |  |  |  |  |  |  |  |                                   |  |  |  |  |  |  |
|  |                                                      |  |  |  |  |  |  |  |  |                                   |  |  |  |  |  |  |
|  |                                                      |  |  |  |  |  |  |  |  |                                   |  |  |  |  |  |  |
|  |                                                      |  |  |  |  |  |  |  |  |                                   |  |  |  |  |  |  |
|  |                                                      |  |  |  |  |  |  |  |  |                                   |  |  |  |  |  |  |
|  |                                                      |  |  |  |  |  |  |  |  |                                   |  |  |  |  |  |  |
|  |                                                      |  |  |  |  |  |  |  |  |                                   |  |  |  |  |  |  |
|  |                                                      |  |  |  |  |  |  |  |  |                                   |  |  |  |  |  |  |
|  | Scholastyka Turska (1820-1854)                       |  |  |  |  |  |  |  |  |                                   |  |  |  |  |  |  |
|  |                                                      |  |  |  |  |  |  |  |  |                                   |  |  |  |  |  |  |
|  |                                                      |  |  |  |  |  |  |  |  |                                   |  |  |  |  |  |  |
|  |                                                      |  |  |  |  |  |  |  |  |                                   |  |  |  |  |  |  |
|  | Jan Olszewski (1726-1773/5)                          |  |  |  |  |  |  |  |  |                                   |  |  |  |  |  |  |
|  |                                                      |  |  |  |  |  |  |  |  |                                   |  |  |  |  |  |  |
|  |                                                      |  |  |  |  |  |  |  |  |                                   |  |  |  |  |  |  |
|  |                                                      |  |  |  |  |  |  |  |  |                                   |  |  |  |  |  |  |
|  | Marcin Olszewski (1760–1821)                         |  |  |  |  |  |  |  |  |                                   |  |  |  |  |  |  |
|  |                                                      |  |  |  |  |  |  |  |  |                                   |  |  |  |  |  |  |
|  |                                                      |  |  |  |  |  |  |  |  |                                   |  |  |  |  |  |  |
|  |                                                      |  |  |  |  |  |  |  |  |                                   |  |  |  |  |  |  |
|  | Rozalia Kukowska                                     |  |  |  |  |  |  |  |  |                                   |  |  |  |  |  |  |
|  |                                                      |  |  |  |  |  |  |  |  |                                   |  |  |  |  |  |  |
|  |                                                      |  |  |  |  |  |  |  |  |                                   |  |  |  |  |  |  |
|  |                                                      |  |  |  |  |  |  |  |  |                                   |  |  |  |  |  |  |
|  | Tekla Olszewska (1790-1848?)                         |  |  |  |  |  |  |  |  |                                   |  |  |  |  |  |  |
|  |                                                      |  |  |  |  |  |  |  |  |                                   |  |  |  |  |  |  |
|  |                                                      |  |  |  |  |  |  |  |  |                                   |  |  |  |  |  |  |
|  |                                                      |  |  |  |  |  |  |  |  |                                   |  |  |  |  |  |  |
|  |                                                      |  |  |  |  |  |  |  |  |                                   |  |  |  |  |  |  |
|  |                                                      |  |  |  |  |  |  |  |  |                                   |  |  |  |  |  |  |
|  |                                                      |  |  |  |  |  |  |  |  |                                   |  |  |  |  |  |  |
|  |                                                      |  |  |  |  |  |  |  |  |                                   |  |  |  |  |  |  |
|  | Scholastyka Śniechowska (1776–1836)                  |  |  |  |  |  |  |  |  |                                   |  |  |  |  |  |  |
|  |                                                      |  |  |  |  |  |  |  |  |                                   |  |  |  |  |  |  |
|  |                                                      |  |  |  |  |  |  |  |  |                                   |  |  |  |  |  |  |

## Twórczość

### Zbiory nowel
- Cztery nowele (1888)
- Moi znajomi (1890)
- Na drodze (1893) – zawierał m.in. nowele Dym, Mendel Gdański, Nasza szkapa
- Nowele (1897)
- Ludzie i rzeczy (1898) – zawierał m.in. nowelę Miłosierdzie gminy
- Na normandzkim brzegu

### Dla dzieci
- Jak się dzieci w Bronowie z Rozalią bawiły (1885)
- Śpiewnik dla dzieci
- O Janku Wędrowniczku (1893)[49]
- O krasnoludkach i o sierotce Marysi (1896)[49]
- Na jagody (1903)
- Szkolne przygody Pimpusia Sadełko (1905)
- Co słonko widziało
- Dym
- Nasza szkapa

### Zbiory wierszy
- Z mojej Biblii (1896)
- Linie i dźwięki (1897)
- Italia (1901)
- Drobiazgi z podróżnej teki (1903)
- Śpiewnik historyczny (1904)
- Ludziom i chwilom (1905)
- Nowe pieśni (1905)
- Głosy ciszy (1906)

### Wiersze
- W zimowy poranek (1870)
- Kaliszowi (1888 i 1907)
- Memu miastu (1897)
- Rota (1908)
- Stefek Burczymucha
- Wolny najmita
- W poranek
- Tęsknota
- Noc
- Kubek
- Jaś nie doczekał
- Pieśń o domu[50]
- Tam, w moim kraju, w dalekiej stronie
- Co słonko widziało

### Poematy

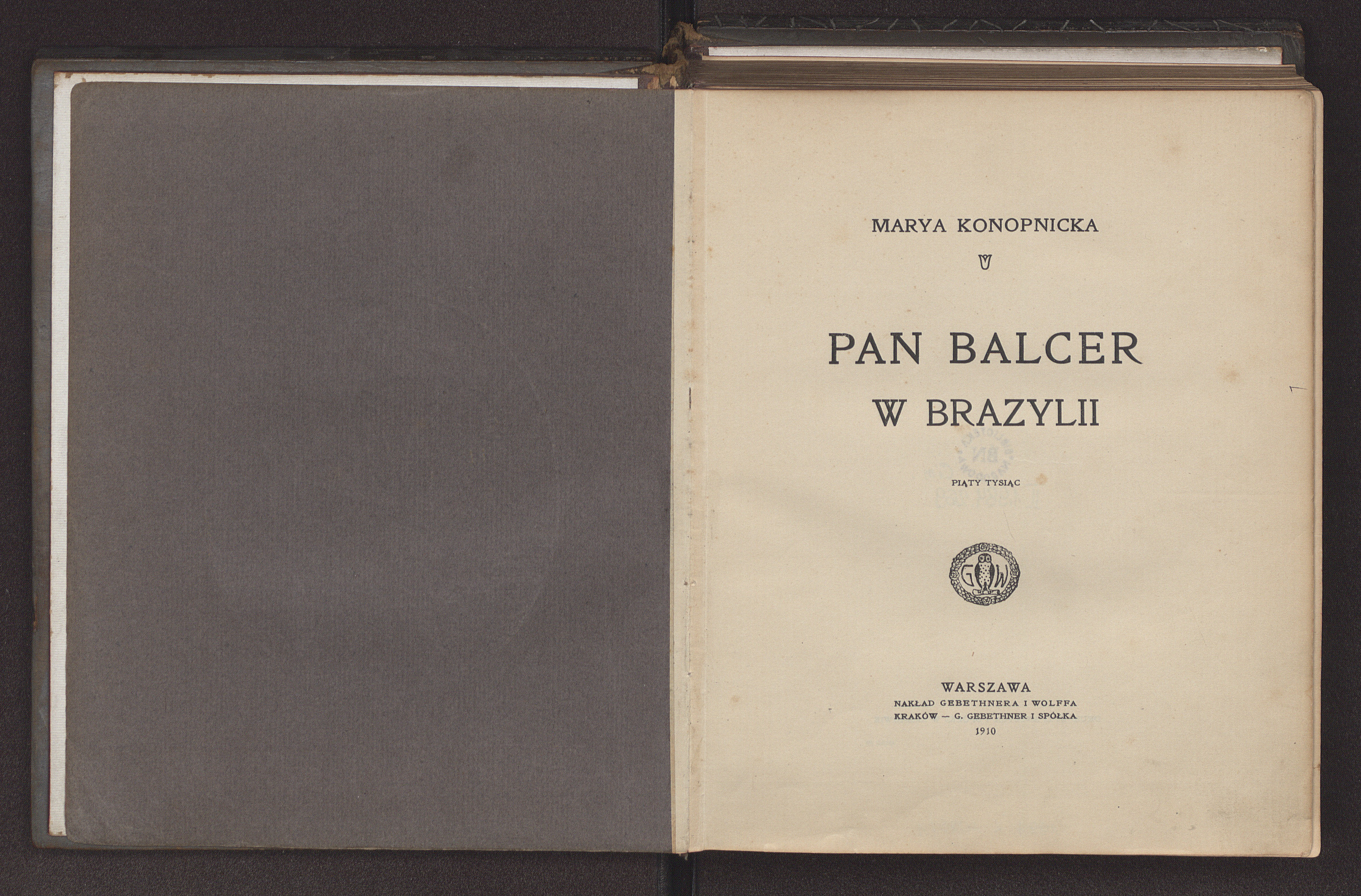
Strona tytułowa Pana Balcera w Brazylii (wyd. 1910)

- Pan Balcer w Brazylii (1910)
- Imagina

### Przekłady
- poezje Heinricha Heinego
- Edmondo De Amicis, Serce
- Edmond Rostand, Cyrano de Bergerac (współprzekład)
- Ada Negri, Niedola i Burze[51]

## Upamiętnienie
Społeczność Suwałk zorganizowała wieczór poświęcony jej twórczości i zapoczątkowano zbiórkę pieniędzy na tablicę pamiątkową. Władze carskie sprzeciwiały się tej inicjatywie. Dopiero w 25-lecie śmierci, 8 października 1935, na ścianie domu, w którym urodziła się poetka, umieszczono pamiątkową tablicę. W 2010 postawiono poetce kolejny pomnik w centrum Suwałk.

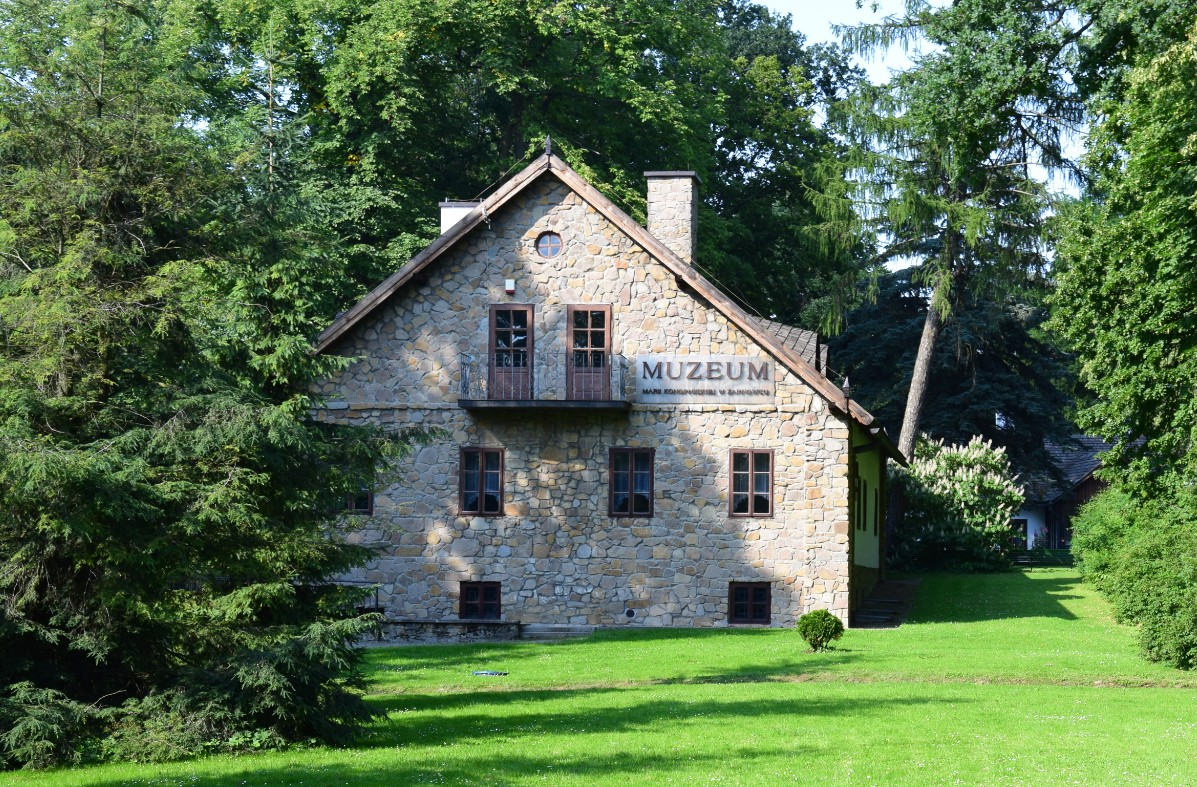
Muzeum Marii Konopnickiej w Żarnowcu

W lutym 1957 powołano Muzeum Marii Konopnickiej w Żarnowcu; otwarcie ekspozycji nastąpiło 15 września 1960, po przeprowadzeniu prac remontowych i konserwatorskich. Postawiono również pomniki we Wrześni, Warszawie (w 1966), Kaliszu (1969), Bydgoszczy oraz Gdańsku (1977).
Decyzją Międzynarodowej Unii Astronomicznej na cześć pisarki jeden z kraterów na Wenus został nazwany Konopnicka.
Imieniem pisarki został również ochrzczony statek Polskiej Marynarki Handlowej Maria Konopnicka.
W 1960 otwarto szlak pieszy im. Marii Konopnickiej – szlak wiedzie przez miejscowości związane z pobytem Marii Konopnickiej na ziemi poddębickiej w latach 1862–1872.
22 października 1966 we Wrocławiu, przy ul. Wincentego Kraińskiego 1, otwarto Szkołę Podstawową Nr 104 im. Marii Konopnickiej, która aktualnie, tj. od 1 września 2018, nosi numer 29.
23 sierpnia 1973 otwarto Muzeum im. Marii Konopnickiej w Suwałkach. Ówczesne władze miejskie przekazały do dyspozycji muzeum trzy pokoje w zabytkowym klasycystycznym, piętrowym budynku przy ul. Tadeusza Kościuszki 31, w którym poetka urodziła się i mieszkała do jesieni 1849.
W 1978 Narodowy Bank Polski wprowadził do obiegu monetę o wartości 20 zł z wizerunkiem Marii Konopnickiej.
W Suwałkach utworzony został szlak turystyczny im. Marii Konopnickiej „Krasnoludki są na świecie” z plenerowymi figurkami dziesięciu krasnali, bohaterów baśni O krasnoludkach i o sierotce Marysi.
Uchwałą Sejmu RP IX kadencji z 14 października 2021 zdecydowano o ustanowieniu roku 2022 Rokiem Marii Konopnickiej. Patronom roku 2022 poświęcono wydanie specjalne Kroniki Sejmowej.